# Teraina

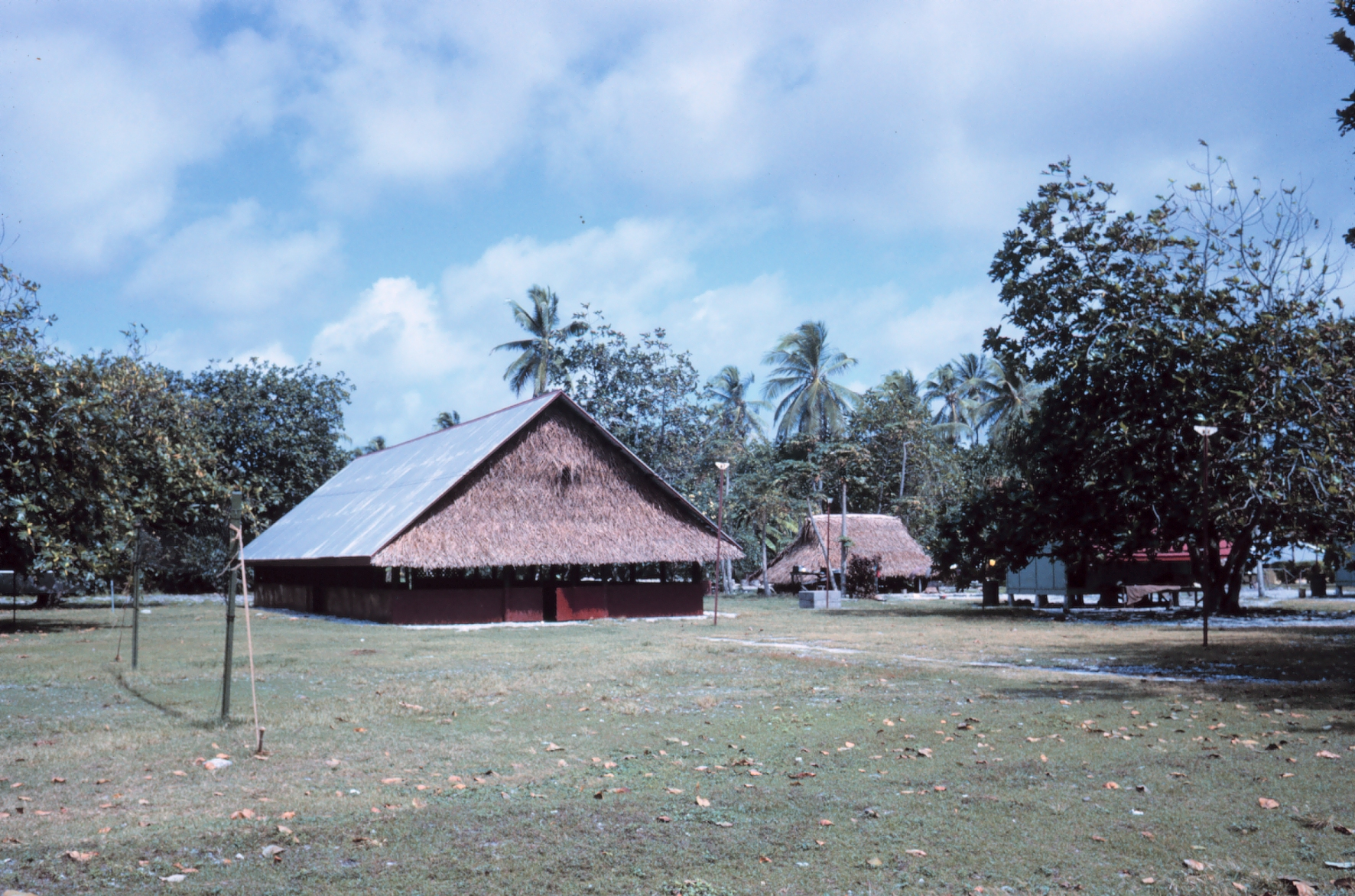
traditionellt samlingshus

Teraina (tidigare Washington Island, även New York Island och Prospect Island) är en ö i Polynesien som tillhör Kiribati i Stilla havet.

## Geografi
Terainaatollen är en ö bland Line Islands och ligger cirka 435 km nordväst om huvudön Kiritimati. Dess geografiska koordinater är 4°41′ N och 160°22′ V.
Ön ingår i en korallatoll och har en areal om cirka 7,8 km² med en längd på cirka 7,5 km och cirka 2,5 km bred. atollen omfattar 3 större öar och flera småöar. Teraina är den enda ön bland Line Islands som har sötvatten i form av en liten insjö.
Befolkningen uppgår till cirka 1 100 invånare fördelade på 9 byar Tangkore (huvudort), Abaiang, Arabata, Kaaitara, Kauamwemwe, Matanibike, Mwakeitari, Onauea och Uteute.
Teraina har en liten flygplats (flygplatskod "TNQ") för lokalt flyg.

## Historia
Teraina har troligen bebotts av polynesier sedan tidigare. Den upptäcktes den 12 juni 1798 av amerikanske Edmund Fanning som namngav den efter George Washington, USA:s förste president.
USA gjorde anspråk på ön 1856 men 1889 annekterades ön av Storbritannien och den införlivades 1916 i kolonin Gilbert och Elliceöarna, en del i det Brittiska Västra Stillahavsterritoriet.
1979 införlivades öarna i den nya nationen Kiribati.